# Adolphe Artz
David Adolphe Constant (Adolphe) Artz (Den Haag, 18 december 1837 – aldaar, 8 november 1890) was een Nederlands kunstschilder. Hij werd met name aan het begin van zijn loopbaan geassocieerd met de Haagse School en koos vaak het vissersleven als thema.

## Leven en werk
Artz studeerde van 1855 tot 1864 aan de Rijksakademie van beeldende kunsten te Amsterdam, onder Johannes Egenberger (1822–1897) en Louis Royer (1793–1868). Hij maakte er kennis met de 'Haagse scholer' Jozef Israëls, die hem in het begin van zijn loopbaan sterk zou beïnvloeden. Beide schilders werkten ook een aantal jaren intensief samen. Ze schilderden vaak in de duinen bij Scheveningen. Anders echter dan de sober-atmosferisch werkende Israëls richtte Artz zich vooral op de zonnige, opgewekte kant van het vissersleven. Ook was hij scherper in zijn pentekening en zorgvuldiger in de kleurcompositie. Hij onderscheidde zich door zijn oog voor detail, onder meer in de kleding van zijn figuren. Zijn kleurenpalet was relatief licht.
Van 1866 tot 1874 verbleef Artz in Parijs, waar hij studeerde bij Gustave Courbet, op wiens advies hij een eigen studio opzette. Hij werd hier financieel ondersteund door de schrijver Johannes Kneppelhout. In Parijs woonde violist Jan de Graan bij hem in, van wie hij een portret schilderde. Hij hield er ook nauw contact met zijn Hollandse collega's Jacob Maris en Frederik Hendrik Kaemmerer. In deze periode maakte hij opvallend genoeg vooral 'Hollandse' genrewerken, vaak donker van toon. Hij was in die tijd behoorlijk succesvol en verkocht veel werk via de bekende kunsthandel Goupil & Cie. Ook kunsthandelaar Theo van Gogh, de broer van Vincent van Gogh, had eind jaren 1880 werk van Artz in zijn collectie te Parijs. In deze Parijse periode onderging hij ook invloeden vanuit het japonisme en het impressionisme, maar deze zouden pas in zijn latere jaren zichtbaar worden in zijn werk.
Artz maakte ook reizen naar Engeland, Schotland, Duitsland en Italië. Vanaf 1874 woonde en werkte hij weer in Den Haag, waar hij opnieuw het Scheveningse vissersleven als belangrijkste thema koos. Hij was lid van de Hollandsche Teekenmaatschappij en werd onderscheiden met de Orde van de Eikenkroon. In 1890 kwam hij te overlijden, nog geen 53 jaar oud.
Werk van Artz bevindt zich onder andere in de collecties van de Rijksmuseum Amsterdam, het Haags Gemeentemuseum en het Katwijks Museum. Het werk van Artz is tijdens veilingen met name gewild in de Verenigde Staten.

## Galerij

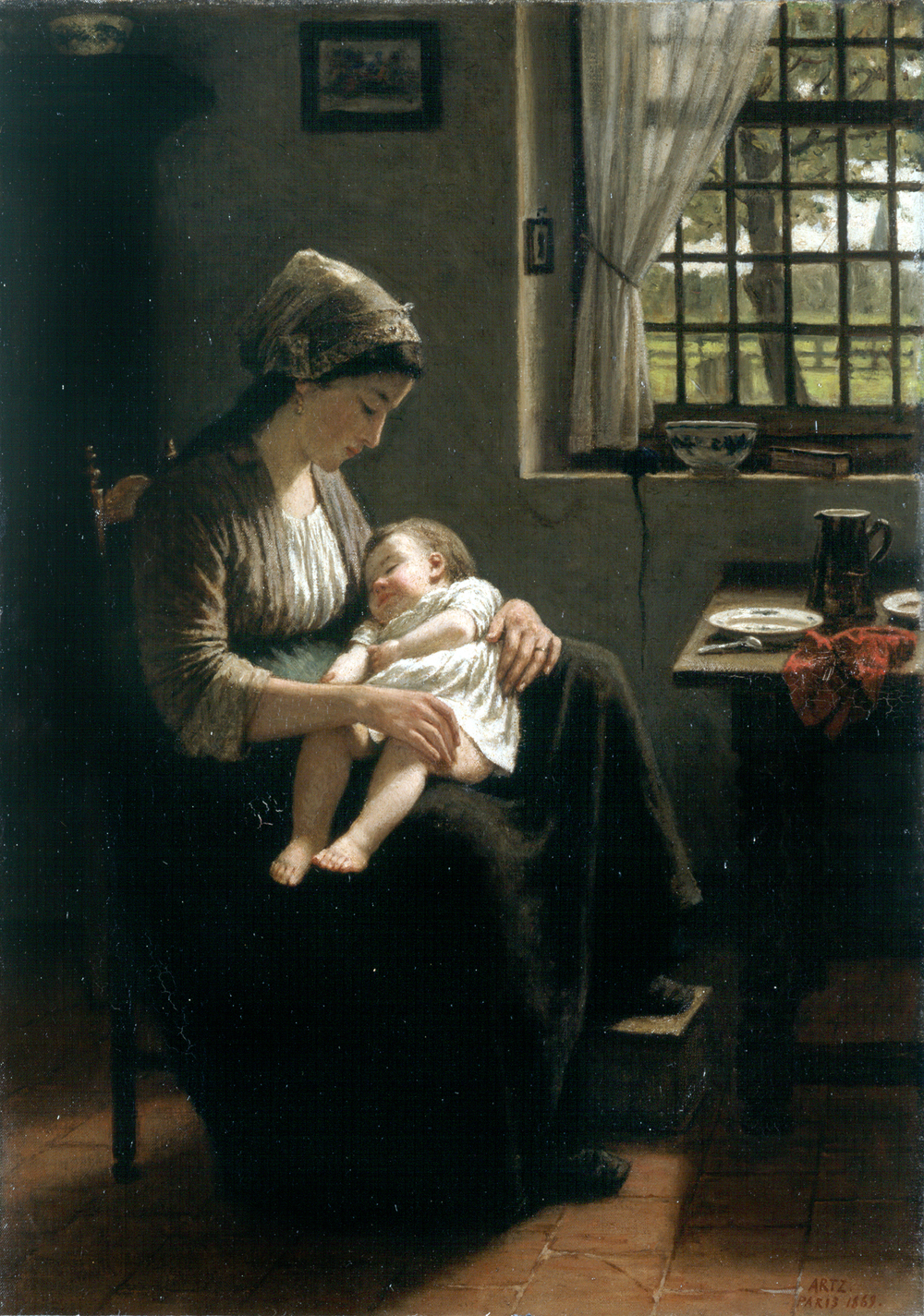
Moedergeluk
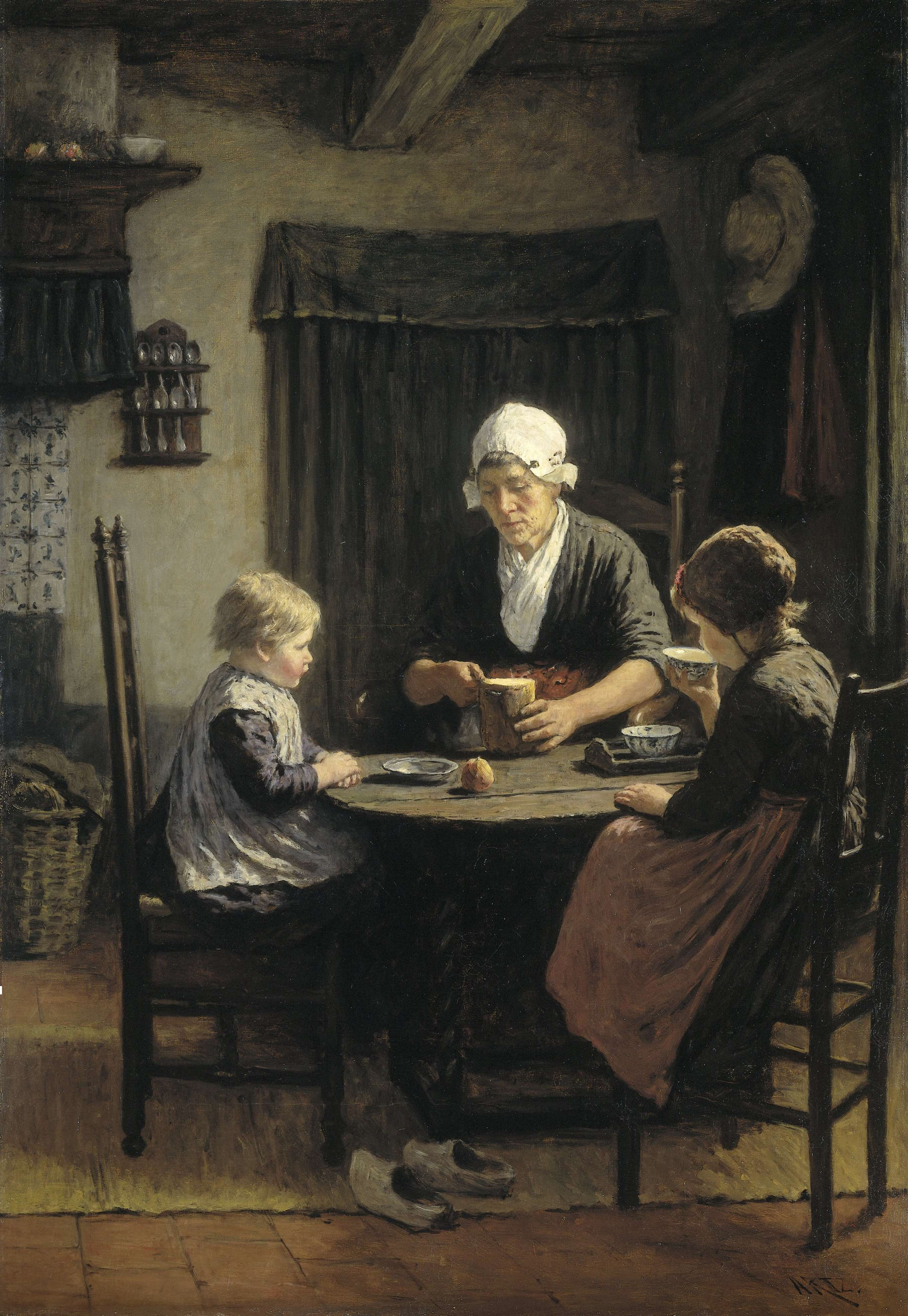
Bij grootmoeder
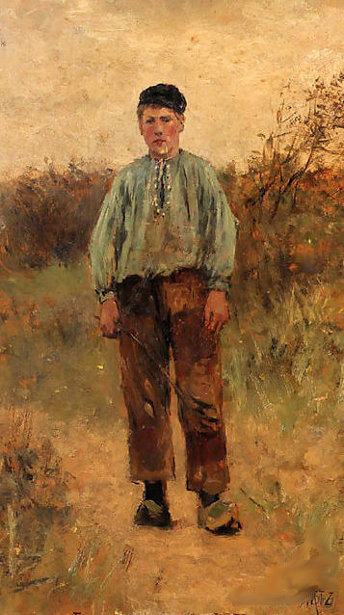
Een jonge herder
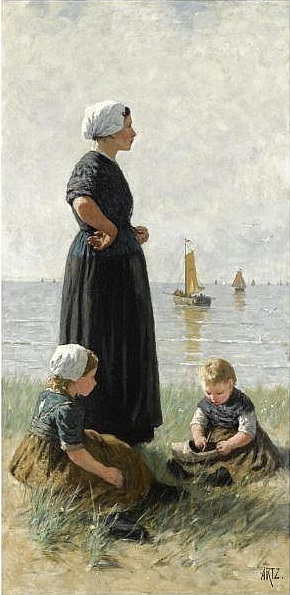
Wachtend op de terugkeer van vader
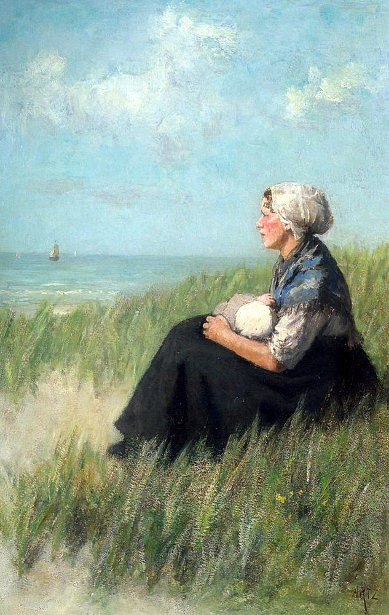
Moeder en kind in de duinen
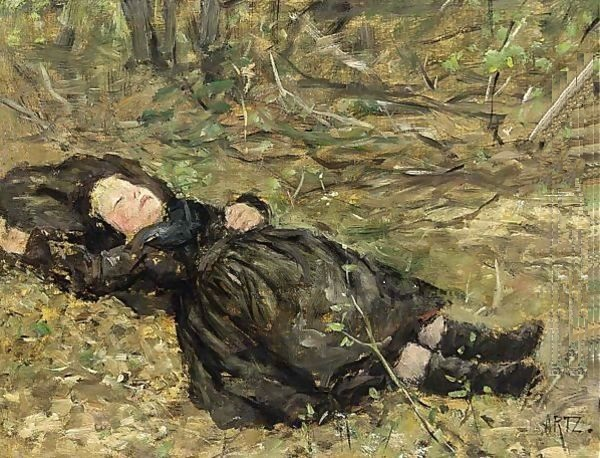
Meisje slapend in het bos
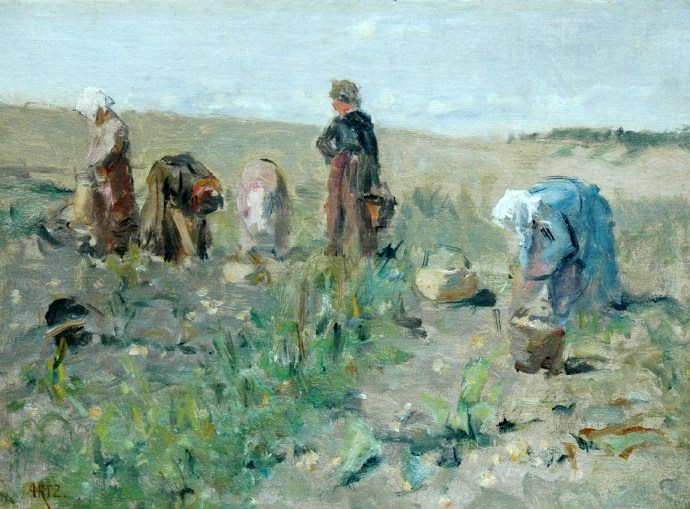
Aardappelrooisters in de duinen
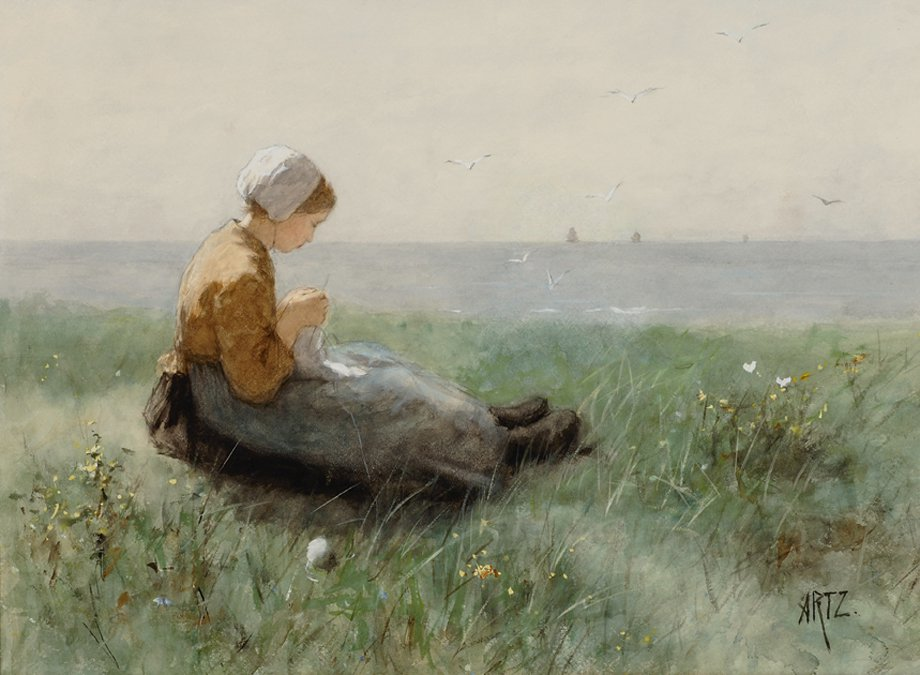
Breiend vissersmeisje in de duinen
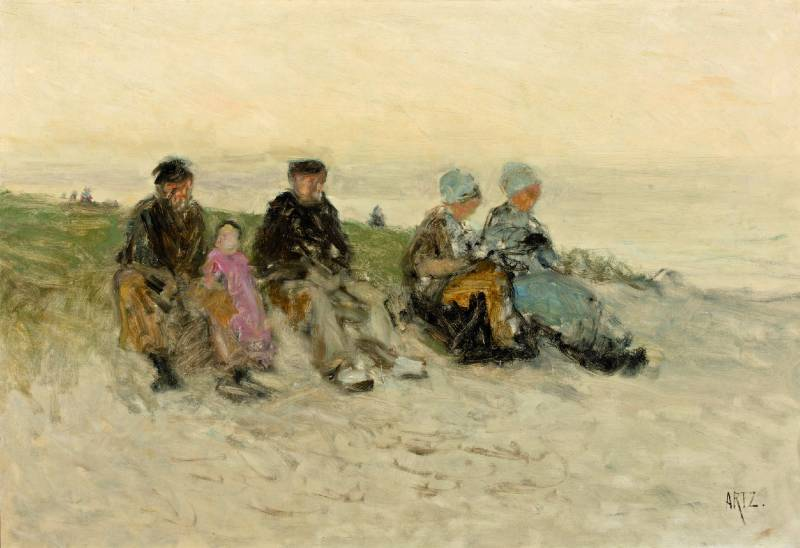
Visserfamilie op duintop
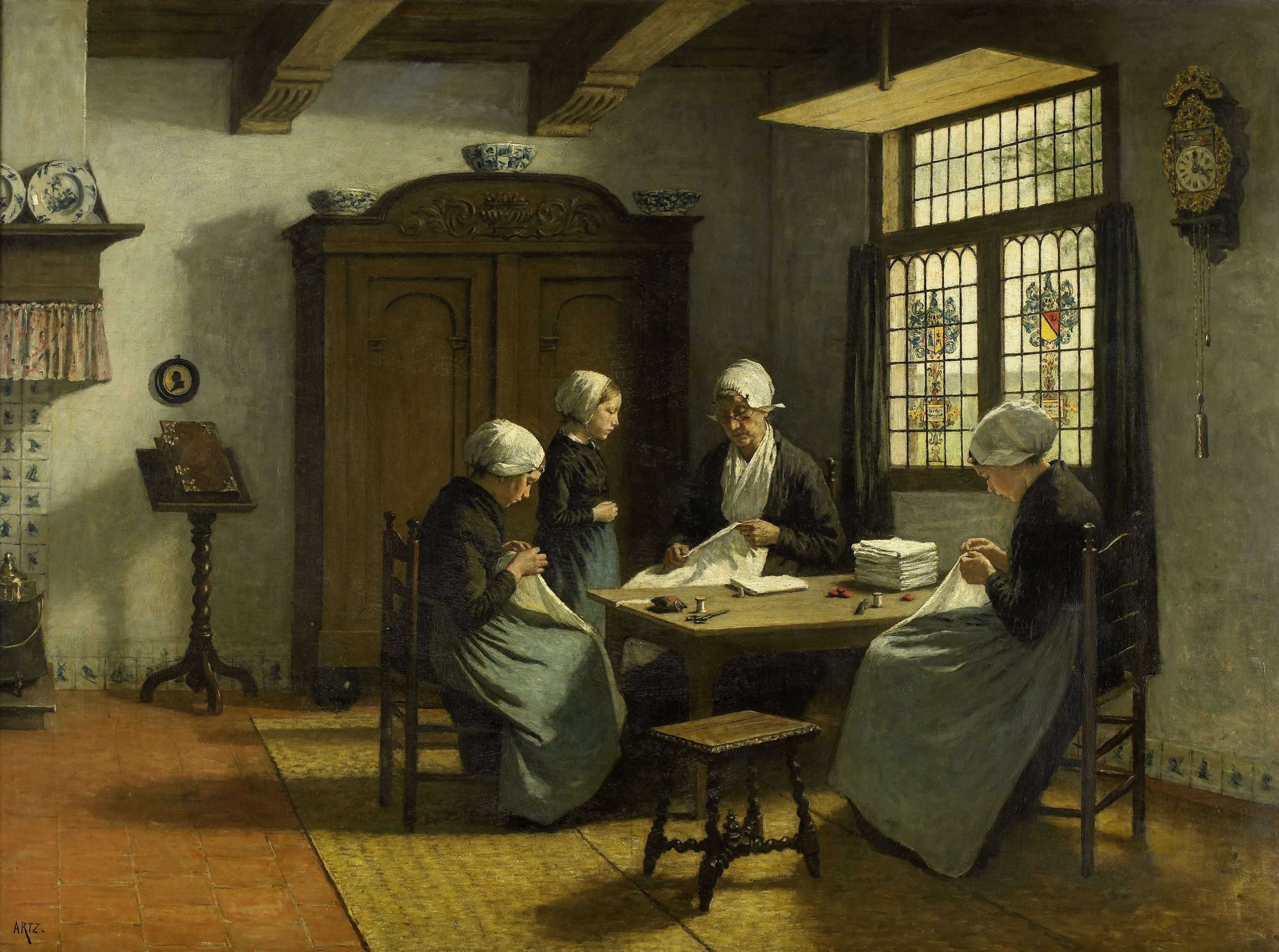
In het weeshuis te Katwijk-Binnen